# Ninestane Rig

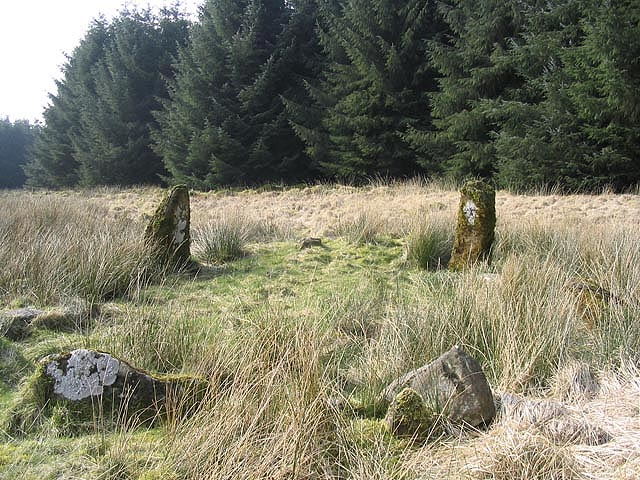
Ninestane Rig

Ninestane Rig (auch Ninestone Rig) ist ein kleiner Steinkreis südlich von Hawick, in der Nähe der englischen Grenze im Süden der Scottish Borders in Schottland. Ninestane Rig ist der namengebende Hügel (283 m), auf dem der Steinkreis steht.
Er ist nicht zu verwechseln mit Nine Stanes (auch „Garrol wood“ oder „Mulloch wood“ genannt) in Kincardineshire in Schottland oder Nine Stones (Belstone), Nine Stones (Winterbourne Abbas) bzw. Nine Stones (Altarnun) in Cornwall.
Der Steinkreis (einer von 16 Kreisen in den Borders) liegt in der Nähe des Hermitage Castle und wurde wahrscheinlich in der Bronzezeit zwischen 2000 v. Chr. und 1250 v. Chr. errichtet. Es ist eine national wichtige archäologische Stätte, der besonderer Schutz gewährt wird. 
Der etwas ovale Kreis besteht aus acht Menhiren (englisch Standing stones), ein neunter liegt flach nach innen gefallen. Sechs Steine sind abgeschlagene Stümpfe von 0,6 m oder weniger Höhe. Von den beiden großen stehenden Steinen ist einer ein Monolith von früher etwa 2,1 m und der andere ein spitzer Stein von etwa 1,2 m Höhe. Es gab in der Nähe eine Reihe ähnlicher Kreise. Die Steine sind entfernt worden, aber die Höhlung in der Mitte jedes Kreises und Markierungen in der Erde, die die früheren Positionen der Steine anzeigen, sind noch sichtbar.